# アルヴィネ (小惑星)
アルヴィネ(1169 Alwine)は、小惑星帯内側にあるフローラ族の小惑星である。直径は約8kmである。1930年8月30日にドイツとイタリアの天文学者であるマックス・ヴォルフとマリオ・フェレーロにより、ドイツ南西部のケーニッヒシュトゥール天文台で発見された。命名の由来となった人物は分かっていない。

## 軌道と分類
アルヴィネは、小惑星帯内のS型小惑星を含む最大の小惑星族である:23フローラ族に属している。小惑星帯内側の、太陽から2.0-2.7天文単位の軌道を3年6か月（1290日）かけて公転している。軌道離心率は0.15、黄道に対する軌道傾斜角は4°である。発見前の観測記録等はなく、w:Observation arcは、発見時点の1930年8月を起点としている。

## 物理的性質
アメリカ航空宇宙局の広視野赤外線探査機(WISE)及び後継プロジェクトのNEOWISEによる探査により、アルヴィネの直径は7.89 km、表面のアルベドは0.179と測定された。一般的な等級-直径変換に基づくと、絶対等級が12.8であることから、アルベドが0.05-0.25の場合、直径は7-17 kmとなる。

### 光学曲線
2017年時点で、光学曲線は得られていない。自転周期、極、形は分かっていない。

## 命名
ドイツの女性の一般的な名前に因んでいるが、具体的に誰を指すかは分かっていない。
名前の付いた数千個の小惑星の中で、公式の命名の由来が分かっていない120個の小惑星の1つである。これらは、小惑星番号164番から1514番までの間にあり、1876年から1930年代にかけて、オーギュスト・シャルロワ、ヨハン・パリサ、マックス・ヴォルフ、カール・ラインムートが発見したものである。